# Аланд, Рихард
Рихард Аланд (эст. Richard Aland; 15 марта 1994, Тарту) — эстонский футболист, вратарь.

## Биография
Воспитанник тартуских клубов «Меркуур» и «СК 10». В составе «СК 10» дебютировал во взрослых соревнованиях в 15-летнем возрасте, в 2009 году в одной из низших лиг чемпионата Эстонии. Также некоторое время выступал за юношеские команды «Тулевика» (Вильянди) и «Транса» (Нарва).
В 2013 году перешёл в «Нымме Калью», где преимущественно выступал за резервную команду. В основной команде дебютировал в 2013 году в матчах ранних стадий Кубка Эстонии, а в чемпионате страны сыграл единственный матч 22 августа 2014 года против «Локомотива» (Йыхви).
С 2015 года выступал за «Флору», но в первых сезонах не был игроком основного состава. Дебютный матч за команду в чемпионате сыграл 7 ноября 2015 года против «Пайде». Чемпион Эстонии 2015 года (сыграл 1 матч) и 2017 года (6 матчей), обладатель Суперкубка Эстонии 2016 года. В 2018 году был отдан в аренду аутсайдеру чемпионата «Вапрусу» (Пярну), где провёл без замен все 36 матчей, пропустив более 100 мячей. В первой половине сезона 2019 года был основным вратарём «Флоры», но затем утратил место в составе. Чемпион Эстонии 2015, 2017, 2019 годов, обладатель Кубка страны 2016 и 2020 годов. Во второй половине 2020 года был игроком «Левадии», но в основном выступал за дубль.
В 2021 году подписал контракт с эстонским клубом «Нарва-Транс». В начале 2022 года перешёл в клуб третьего дивизиона «Калев» (Тарту).
Выступал за молодёжную и олимпийскую сборные Эстонии.